# Nora Sanness
Nora Sanness (ur. 27 marca 2000) – norweska biegaczka narciarska, zawodniczka klubu Kjelsås Idrettslag.

## Kariera
Po raz pierwszy na arenie międzynarodowej pojawiła się 13 stycznia 2017 roku, podczas zawodów juniorskich w norweskiej miejscowości Fenstad, gdzie zajęła 49. miejsce w biegu na 5 km stylem dowolnym. Na mistrzostwach świata juniorów w Lahti w 2019 roku zajęła dziewiąte miejsce w biegu na 15 km techniką klasyczną. Była też między innymi dziewiętnasta w biegu na 15 km stylem dowolnym podczas rozgrywanych cztery lata później mistrzostw świata młodzieżowców w Whistler.
W Pucharze Świata zadebiutowała 12 marca 2023 roku w Oslo, gdzie zajęła piąte miejsce na dystansie 50 km techniką dowolną. Tym samym zdobyła pierwsze pucharowe punkty. Na podium zawodów pucharowych pierwszy raz stanęła 26 stycznia 2025 roku w Engadynie, kończąc rywalizację w biegu na 20 km stylem dowolnym na drugiej pozycji. Rozdzieliła tam rodaczkę Astrid Øyre Slind i Szwedkę Jonnę Sundling.

## Osiągnięcia

### Mistrzostwa świata juniorów
| Miejsce | Dzień       | Rok  | Miejscowość | Konkurencja                            | Czas biegu | Strata  | Zwyciężczyni   |
| ------- | ----------- | ---- | ----------- | -------------------------------------- | ---------- | ------- | -------------- |
| 9.      | 24 stycznia | 2019 | Lahti       | 15 km stylem klasycznym (start masowy) | 40:45,3    | +2:16,7 | Frida Karlsson |

### Mistrzostwa świata młodzieżowców (do lat 23)
| Miejsce | Dzień     | Rok  | Miejscowość | Konkurencja           | Czas biegu | Strata  | Zwyciężczyni    |
| ------- | --------- | ---- | ----------- | --------------------- | ---------- | ------- | --------------- |
| 25.     | 12 lutego | 2021 | Vuokatti    | 10 km stylem dowolnym | 28:13,6    | +1:57,5 | Izabela Marcisz |
| 19.     | 3 lutego  | 2023 | Whistler    | 10 km stylem dowolnym | 26:13,0    | +1:08,7 | Helen Hoffmann  |

### Puchar Świata

#### Miejsca w klasyfikacji generalnej
| Sezon     | Miejsce |
| --------- | ------- |
| 2022/2023 | 83.     |
| 2023/2024 | 93.     |
| 2024/2025 | 14.     |

#### Miejsca na podium w zawodach indywidualnych chronologicznie
| Nr | Dzień       | Rok  | Miejscowość | Konkurencja                          | Czas biegu | Strata | Miejsce | Zwyciężczyni      |
| -- | ----------- | ---- | ----------- | ------------------------------------ | ---------- | ------ | ------- | ----------------- |
| 1. | 26 stycznia | 2025 | Engadyna    | 20 km stylem dowolnym (start masowy) | 57:12,7    | +3,6   | 2.      | Astrid Øyre Slind |